# Jorge Silverio Salgado Leyva
Jorge Silverio Salgado Leyva es Contador Público, Administrador financiero y miembro del Partido Revolucionario Institucional. Es actualmente Secretario de Finanzas y Administración de Guerrero desde el 1 de abril del 2011.

## Estudios
Cursó los estudios primarios y secundarios en su ciudad natal, en la Escuela Primaria “Primer Congreso de Anáhuac” y en la Escuela Secundaria “Antonio I. Delgado” respectivamente; hizo el bachillerato en la Escuela Preparatoria número 2 de la Universidad Autónoma de Guerrero y se tituló como Contador Público en la Universidad Nacional Autónoma de México (UNAM).

## Trayectoria
Fue Director de Asistencia Técnica a Municipios, en la Dirección General de Fortalecimiento Municipal (1981-1983), Subdirector de Normatividad Presupuestal de la extinta Secretaría de Planeación y Presupuesto del Gobierno del Estado de Guerrero en 1983, Tesorero Municipal de Zihuatanejo de Azueta en 1983.
El cargo de elección popular que desempeñó fue el de Presidente Municipal Constitucional de Eduardo Neri de 1983 a 1986.
Se reincorpora al Servicio público como funcionario del Gobierno del Estado de Guerrero y es nombrado director general de Control Patrimonial de la Oficialía Mayor de Gobierno de 1987 a 1988, director general de Adquisiciones de la misma Oficialía Mayor de Gobierno (1989-1993).
Fue Titular de la Coordinación Técnica del C. gobernador del Estado de 1993 a 1994, director general de Administración y Desarrollo de Personal del Gobierno del Estado de Guerrero (1994-1996), subsecretario de Administración de la Secretaría de Finanzas y Administración (1996-1999), subsecretario de Planeación Educativa de la Secretaría de Educación Pública de 2002 a 2005.
En el Poder Legislativo Federal es invitado a colaborar como asesor de la Comisión de Presupuesto y Cuenta Pública de la Cámara de Diputados (2005-2006) y como secretario técnico de la Comisión de Comunicaciones y Transportes de la Cámara de Senadores 2006 a 2010.
A partir del 1 de abril de 2011, el Ciudadano gobernador constitucional del Estado de Guerrero Licenciado Ángel Heladio Aguirre Rivero, lo nombró Secretario de Finanzas y Administración.

## Reconocimientos
El Contador Salgado Leyva fue galardonado con el Premio al Mérito Cívico “Eduardo Neri Reynoso”, otorgado por el Honorable Ayuntamiento del mismo nombre, en la cabecera municipal de Zumpango del Río, Guerrero en 1994.